# Arachnomycetaceae
Arachnomycetaceae är en familj av svampar. Arachnomycetaceae ingår i ordningen Arachnomycetales, klassen Eurotiomycetes, divisionen sporsäcksvampar och riket svampar.
| Arachnomycetaceae | \| \| Arachnomyces \| \| \| \| \| \| Onychocola \| \| \| \| |
|                   | \| \| Arachnomyces \| \| \| \| \| \| Onychocola \| \| \| \| |
|                   | Arachnomyces                                                |
|                   |                                                             |
|                   | Onychocola                                                  |
|                   |                                                             |

|  | Arachnomyces |
|  |              |
|  | Onychocola   |
|  |              |